# Vernietigingsoorlog
Een vernietigingsoorlog is een oorlog, die niet alleen het doel heeft om bepaalde begrensde politieke doelstellingen te bereiken, zoals de bevestiging van een bepaalde status (zoals bij een onafhankelijkheidsoorlog), of waarbij om een bepaald grondgebied wordt gevochten (zoals bij een veroverings- of verdedigingsoorlog), of de volledige militaire vernietiging van een staat, maar die tot doel heeft de volledige vernietiging van een staat, een stad, een volk, of een bevolkingsgroep en de verdwijning van deze sociaal politieke eenheid door de massale uitmoording van de bevolking en/of de vernietiging van hun middelen van bestaan.

## Kenmerken
Een vernietigingsoorlog wordt gedefinieerd als een radicale vorm van oorlogsvoering, waarbij “alle fysiek-psychologische begrenzingen”opgeheven zijn.
De sociale wetenschapper Jan Philipp Reemtsma vindt dat een oorlog, “die gevoerd wordt, om – in het ergste geval – een bevolking te vernietigen of te decimeren”, de kern is van een vernietigingsoorlog.
De staatsvorm van de vijand wordt verslagen. Kenmerkend voor een vernietigingsoorlog is daarbij het ideologische karakter en het afwijzen van onderhandelingen met de vijand, zoals de historicus Andreas Hillgruber bijvoorbeeld de Operatie Barbarossa in 1941 tegen de Sovjet-Unie genoemd heeft.

## Ontwikkeling

### Ludendorffs uitleg
De vernietigingsoorlog was een verdere ontwikkeling van het concept van de totale oorlog, zoals het in 1935 door de toenmalige generalquartiermeister Erich Ludendorff ontworpen was. Daarbij moest in een oorlog de overwinning de volledige prioriteit krijgen boven alle andere belangen. De gezamenlijke middelen moeten gebruikt worden voor de oorlog. De (eigen) bevolking moet al voor het uitbreken van de vijandigheden door middel van propaganda en zo nodig grof geweld tot medewerking gedwongen worden. Alle beschikbare wapentechnieken moesten ingezet worden, waarbij niet gelet moet worden op het volkenrecht. Ook de doelstellingen van de totale oorlog zijn buiten alle normen, zoals de ervaring van de Eerste Wereldoorlog heeft geleerd.
De nazi-Duitse richtlijnen voor de voedselpolitiek in de veroverde Sovjetgebieden zijn een extreem voorbeeld van de roof en vernietigingsstrategie. In een bespreking van 2 mei 1941 werd bijvoorbeeld het planmatige verhongeren van de oost-europese bevolking voorbereid.

## Andere voorbeelden
In de publiciteit en het onderzoek worden ook talrijke andere conflicten een vernietigingsoorlog genoemd. In 1876 liet de Duitse bestsellerauteur Felix Dahn in zijn historische roman Ein Kampf um Rom de Goten vrezen dat de byzantijnse veldheer Narses een vernietigingsoorlog tegen hun gehele bevolking voerde. Ook de Derde Punische Oorlog 149–146 v. Chr., de Slag bij het Teutoburgerwoud of de Amerikaans indiaanse oorlogen van de noord amerikaanse kolonialisten tegen de indianen zijn voorbeelden van oorlogen, die ook vernietigingsoorlogen genoemd worden.